# Phyllodactylus santacruzensis
Phyllodactylus santacruzensis (листопалий гекон санта-крузький) — вид геконоподібних ящірок родини Phyllodactylidae. Ендемік Мексики.

## Опис
Тіло (не враховуючи хвоста) сягає 47,5 мм завдовжки. Вид відрізняється від інших видів комплексу xanti значно більшою кількістю паравертебральних горбочків і меншою кількістю постментальних лусок.

## Поширення і екологія
Вид є ендеміком острова Санта-Круз, розташованого в Каліфорнійській затоці.

## Систематика
Деякі дослідники класифікують Phyllodactylus santacruzensis як підвид Phyllodactylus xanti, однак за результатами дослідження 2020 року він був визнаний окремим видом.